# Câu lạc bộ bóng đá nữ Sơn La
Câu lạc bộ bóng đá nữ Sơn La là một câu lạc bộ bóng đá nữ Việt Nam, có trụ sở tại Sơn La, Việt Nam. Đội bóng đang chơi tại Giải bóng đá nữ vô địch quốc gia. Đội bóng hiện đang chơi tại Sân vận động Sơn La.

## Lịch sử
Câu lạc bộ được thành lập vào năm 2011 và tham dự Giải bóng đá nữ vô địch quốc gia vào năm 2016. Huấn luyện viên đầu tiên dẫn dắt đội bóng vùng Tây Bắc đó là Lường Văn Chuyên, anh là người dân tộc Thái.
Mùa bóng 2017 là mùa bóng thứ hai mà các sơn nữ vùng Tây Bắc có mặt ở giải Vô địch Quốc gia. Tuy nhiên, họ chỉ kết thúc ở vị trí thứ 6 chung cuộc và ghi chỉ vỏn vẹn 4 bàn thắng sau 14 vòng thi đấu, nữ Đội trưởng Cầm Thị Hằng ghi được chỉ 2 bàn thắng. Mùa giải 2019, đội trẻ Sơn La tham dự giải U16 Quốc gia với tên gọi U16 Apec Sơn La và đạt giải phong cách.
Mùa giải 2020, câu lạc bộ đổi tên thành "Apec Sơn La" dưới sự dẫn dắt của huấn luyện viên quen thuộc là Lường Văn Chuyên.

## Tên gọi đội bóng
- 2011-2019: Sơn La;
- 2020-nay: Apec Sơn La

## Danh hiệu

### Danh hiệu trong nước
- Vô địch Quốc gia

 Vô địch (0):
 Á quân (0):
 Hạng ba (0):
- U19

Giải phong cách (1): 2020
- U16

Giải phong cách (1): 2019

## Đội hình hiện tại
Tính đến ngày 11 tháng 6 năm 2019:
Ghi chú: Quốc kỳ chỉ đội tuyển quốc gia được xác định rõ trong điều lệ tư cách FIFA. Các cầu thủ có thể giữ hơn một quốc tịch ngoài FIFA.
| Số | VT | Quốc gia | Cầu thủ              |
| -- | -- | -------- | -------------------- |
| 1  | TM | Việt Nam | Lò Thị Long (C)      |
| 3  | HV | Việt Nam | Nguyễn Thị Hạnh      |
| 4  | HV | Việt Nam | Trần Thị Hạnh        |
| 5  | HV | Việt Nam | Bạc Thị Phượng       |
| 7  | TV | Việt Nam | Cà Thị Thư           |
| 9  | TĐ | Việt Nam | Lê Hồng Vân          |
| 10 | TĐ | Việt Nam | Lò Thị Hạnh          |
| 11 | TĐ | Việt Nam | Đinh Thị Duyên       |
| 12 | TV | Việt Nam | Trương Thị Hồng Hạnh |

| Số | VT | Quốc gia | Cầu thủ            |
| -- | -- | -------- | ------------------ |
| 15 | TV | Việt Nam | Lèo Thị Thu Hường  |
| 17 | TV | Việt Nam | Đinh Thị Hoa       |
| 18 | TV | Việt Nam | Trần Thị Thu Hường |
| 19 | HV | Việt Nam | Hà Thị Ngọc Uyên   |
| 20 | TV | Việt Nam | Trần Thị Hương Trà |
| 21 | HV | Việt Nam | Đinh Thị Huyền     |
| 22 | HV | Việt Nam | Chu Thị Chà Mi     |
| 23 | HV | Việt Nam | Trần Hiền Anh      |
| 27 | TĐ | Việt Nam | Đinh Thị Thu       |
| 30 | TM | Việt Nam | Hà Thị Trang       |

## Các huấn luyện viên trong lịch sử
| Các huấn luyện viên trưởng của Sơn La \| - 2016-nay: Lường Văn Chuyên \| |
| - 2016-nay: Lường Văn Chuyên                                             |

## Các đội trưởng trong lịch sử
| Các đội trưởng của Sơn La \| - 2016: Lò Thị Thảnh - 2017: Cầm Thị Hằng \| |
| - 2016: Lò Thị Thảnh - 2017: Cầm Thị Hằng                                 |

## Thành tích tạiGiải nữ Vô địch Quốc gia
| Thành tích của Sơn La tại Giải Vô địch Quốc gia | Thành tích của Sơn La tại Giải Vô địch Quốc gia | Thành tích của Sơn La tại Giải Vô địch Quốc gia | Thành tích của Sơn La tại Giải Vô địch Quốc gia | Thành tích của Sơn La tại Giải Vô địch Quốc gia | Thành tích của Sơn La tại Giải Vô địch Quốc gia | Thành tích của Sơn La tại Giải Vô địch Quốc gia | Thành tích của Sơn La tại Giải Vô địch Quốc gia | Thành tích của Sơn La tại Giải Vô địch Quốc gia |
| Năm                                             | Thành tích                                      | St                                              | T                                               | H                                               | B                                               | Bt                                              | Bb                                              | Điểm                                            |
| ----------------------------------------------- | ----------------------------------------------- | ----------------------------------------------- | ----------------------------------------------- | ----------------------------------------------- | ----------------------------------------------- | ----------------------------------------------- | ----------------------------------------------- | ----------------------------------------------- |
| 2016                                            | Thứ 7                                           | 14                                              | 1                                               | 2                                               | 11                                              | 5                                               | 36                                              | 5                                               |
| 2017                                            | Thứ 6                                           | 14                                              | 2                                               | 2                                               | 10                                              | 4                                               | 32                                              | 8                                               |
| 2018                                            | Thứ 7                                           | 12                                              | 0                                               | 1                                               | 11                                              | 1                                               | 58                                              | 1                                               |
| 2019                                            | Thứ 7                                           | 12                                              | 1                                               | 1                                               | 10                                              | 6                                               | 56                                              | 4                                               |
| 2020                                            | Thứ 7                                           | 12                                              | 2                                               | 1                                               | 11                                              | 15                                              | 46                                              | 7                                               |